# Augustin Ehrensvärd

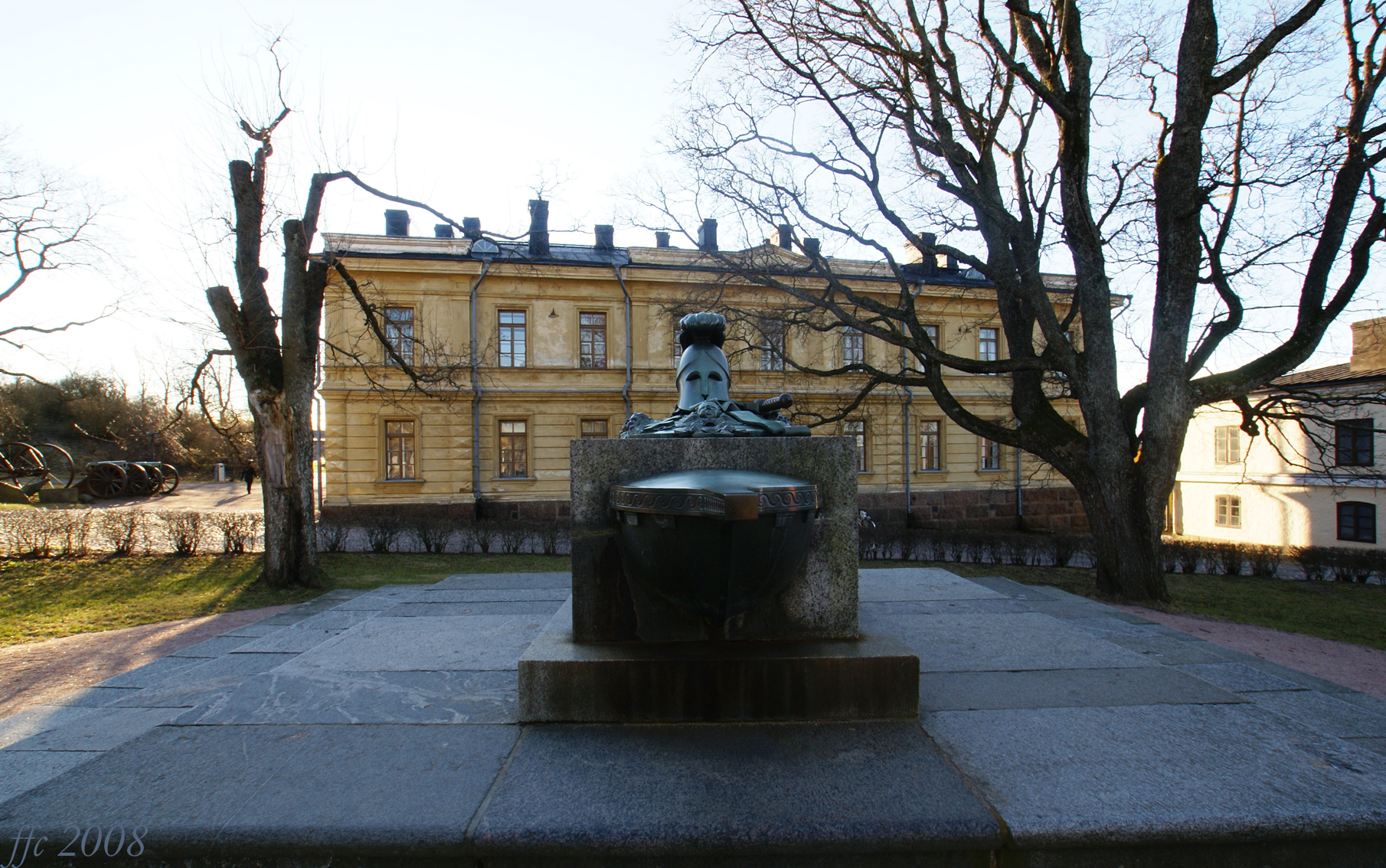
La tomba d'en Augustin Ehrensvärd a Suomenlinna

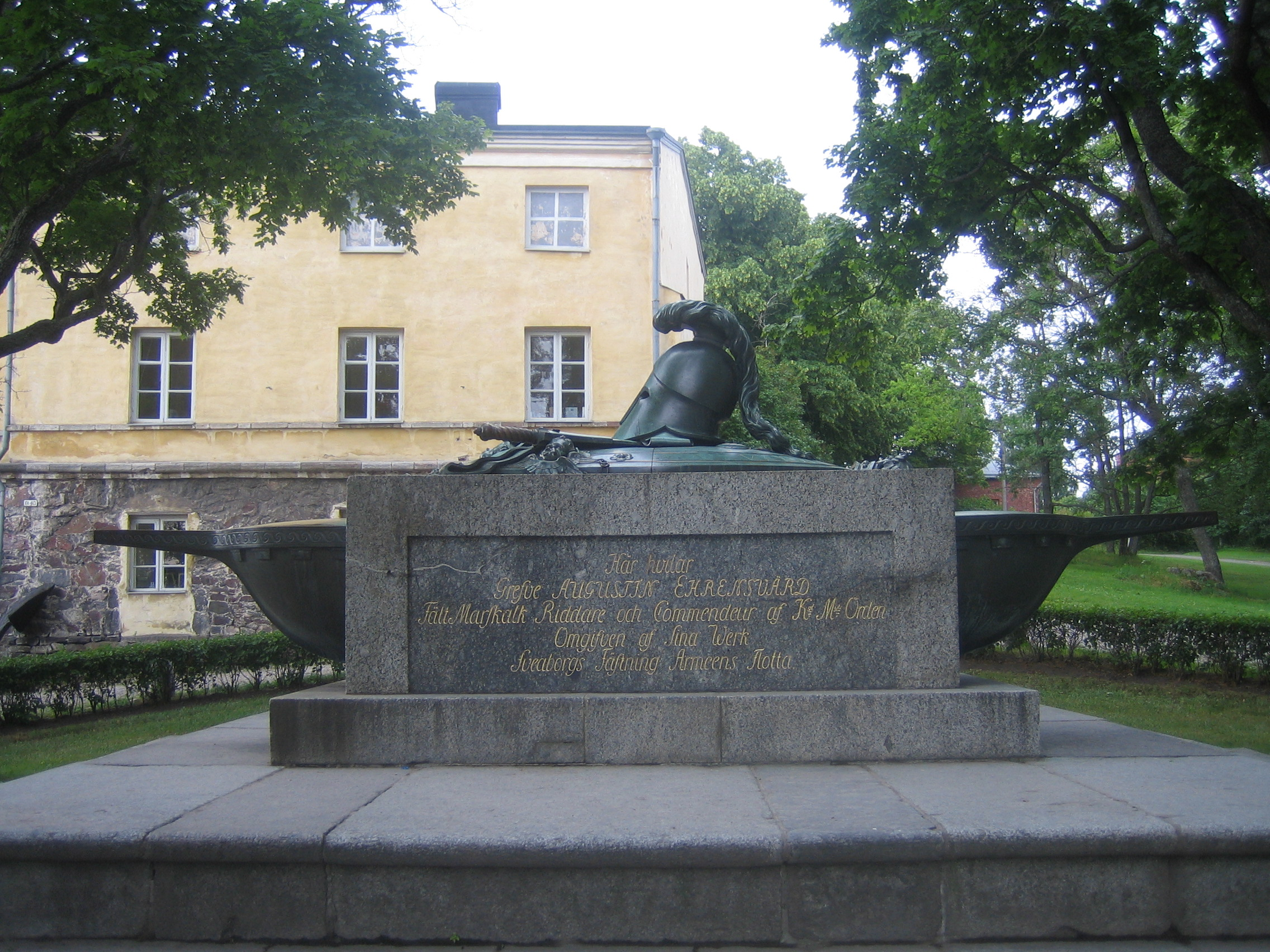
Vista lateral del sepulcre

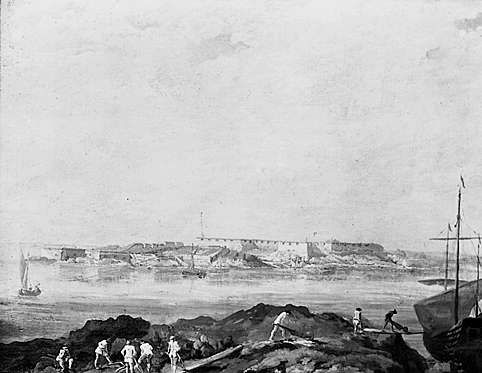
Panorama de Sveaborg
dibuix d'Augustin Ehrensvärd

El comte Augustin Ehrensvärd (25 de setembre de 1710 – 4 d'octubre de 1772) era un arquitecte militar suec i tinent coronel d'artilleria. El 1747, el rei Federic I de Suècia va designar-lo per a construir una fortalesa marítima davant de Hèlsinki a l'actual Finlàndia, que en aquella època feia part del regne de Suècia.
Continuà construint aquesta fortalesa en un arxipèlag natural a la badia de Hèlsinki, que s'anomenarà Sveaborg en suec (avui conegut amb el nom finès Suomenlinna), fins a la seva mort, el 1772. Ehrenvärd va dissenyar fortificacions baixes que resseguien els contorns naturals de les illes i que eren doncs gairebé invisibles per la flota enemiga. Moltes de les estructures testimoniegen del seu enginy arquitectural.
A més, s'interessava a la pintura, l'educació i la botànica.
A la seva mort el 1772, el rei va promoure'l al grau de mariscal. El rei Gustau III de Suècia va dissenyar la seva tomba que s'erigirà a la plaça central de Sveaborg.
Avui, Sveaborg roman un monument important de la història finesa i el 1991 va ser llistat patrimoni de la Humanitat.